# Pothos cylindricus
Pothos cylindricus är en kallaväxtart som beskrevs av Karel Presl. Pothos cylindricus ingår i släktet Pothos och familjen kallaväxter. Inga underarter finns listade.